# Phyllosticta zingiberis
Phyllosticta zingiberis är en svampart som beskrevs av F. Stevens & R.W. Ryan 1925. Phyllosticta zingiberis ingår i släktet Phyllosticta och familjen Botryosphaeriaceae.   Inga underarter finns listade i Catalogue of Life.